# Pharaphodius pseudignotus
Pharaphodius pseudignotus är en skalbaggsart som beskrevs av Bordat 1986. Pharaphodius pseudignotus ingår i släktet Pharaphodius och familjen Aphodiidae. Inga underarter finns listade i Catalogue of Life.